# 利亚姆·马隆
利亚姆·马隆（英語：Liam Malone，1993年12月23日—），新西兰男子田径运动员。他曾代表新西兰参加2016年夏季残疾人奥林匹克运动会田径比赛，获得二枚金牌和一枚银牌。